# 칼라 도허티
칼라 도허티(Charla Doherty, 1946년 8월 6일 ~ 1988년 5월 29일)는 미국의 배우, 영화배우, 텔레비전 배우이다.
클리블랜드에서 태어났으며 칼라바사스에서 사망하였다.

## 영화
- 우리 생애 나날들 (1965년)
- 테이크 허 쉬스 마인 (1963년)